# 黑白禁区
《黑白禁区》是中華人民共和國一部緝毒动作剧，由北京愛奇藝科技有限公司出品，总制作人為嵇道青、王鹏，编剧兼导演為赵浚凯，欧豪、刘晓洁、徐洪浩、李乃文、傅程鹏、杜源等人主演。黑白禁区改編自赵浚凯同名小說。電視劇講述的是卧底警察淦天雷（欧豪飾演）緝毒的故事。電視劇於2020年12月16日起在爱奇艺、腾讯视频、优酷播出。。2021年5月28日登陆新闻综合频道。

## 演员列表

### 主要演员
| 演员   | 角色   | 介绍                                 |
| 歐豪   | 淦天雷 | 警方卧底，淦小暖的父親，“鐵三角”之一 |
| 劉曉潔 | 楊曉蕾 | 公安局禁毒支隊副隊長，“鐵三角”之一   |
| 傅程鵬 | 熊國良 | 公安局禁毒支隊隊長，“鐵三角”之一     |

### 其他演员
| 演员   | 角色           | 介绍                             |
| 杜源   | 邰勇峯         | 公安局局長                       |
| 寇世勳 | 老凱撒（六叔） | BOSS，凱撒犯罪集團首腦，蘇靈之父 |
| 張佳寧 | 蘇靈           | 老凱撒之女，貫穿全劇的線索人物   |
| 徐洪浩 | 車釐子         | 凱撒犯罪集團長老                 |
| 王姬   | 譚婆           | BOSS，譚氏販毒集團首腦           |
| 李乃文 | 陸明松（譚松） | BOSS，譚家大公子，CR集團董事長   |
| 包貝爾 | 譚小帥         | 譚氏販毒集團骨幹，譚老三的三兒子 |